# Mount Achala
Mount Achala (spanisch Monte Achala) ist ein Berg am nördlichen Ende des Gebirgskamms Telefon Ridge auf Deception Island in den Südlichen Shetlandinseln.
Teilnehmer der argentinischen Antarktisexpedition im Jahr 1956 benannten ihn nach einem gleichnamigen Berg in Argentinien. Das Advisory Committee on Antarctic Names überführte den spanischen Namen im Jahr 1965 ins Englische.